# Noc 12.
Noc 12. (ve francouzském originále La nuit du 12) je francouzsko-belgický hraný film z roku 2022, který režíroval Dominik Moll podle knihy 18.3: une année à la PJ od Pauline Guény. Snímek měl premiéru na filmovém festivalu v Cannes 20. května 2022. Film byl oceněn francouzskými filmovými cenami César a Lumières za nejlepší film roku.

## Děj
V Grenoblu policista Yohan přebírá vedení oddělení vražd. Jeho bývalý nadřízený pořádá večírek na odchod do důchodu. Druhý den ráno Yohan a jeho kolega Marceau odjíždějí na nový případ. V parku v obci Saint-Jean-de-Maurienne bylo nalezeno tělo mladé ženy. Jednadvacetiletou Claru někdo polil benzínem a zapálil, když se v noci vracela domů. Yohan a Marceau musí oznámit smrt matce mrtvé ženy a vyslechnout ji. Vyslýcháni jsou i Clarina nejlepší kamarádka Nanie a její partner Wesley. Ani jeden z vyšetřovatelů nedošel k podezření. Clařin lezecký trenér Jules, který s ní měl zřejmě také sexuální vztah, se také ukáže jako nevinný. Přestože oba vyšetřovatelé pronikají stále hlouběji do Clarina života a prostředí, stopy nikam nevedou. Čas letí a šance na vyřešení zločinu se zmenšují.
Tři roky po vraždě přivede Yohana nová stopa k dosud neznámému muži, jehož podezřelé chování přitáhlo pozornost policie.

## Obsazení
| Bastien Bouillon     | Yohan Vivès                |
| Bouli Lanners        | Marceau                    |
| Théo Cholbi          | Willy                      |
| Johann Dionnet       | Fred                       |
| Thibaut Evrard       | Loïc                       |
| Julien Frison        | Boris                      |
| Paul Jeanson         | Jérôme                     |
| Mouna Soualem        | Nadia                      |
| Pauline Serieys      | Stéphanie Béguin („Nanie“) |
| Lula Cotton-Frapier  | Clara Royer                |
| Charline Paul        | matka Clary                |
| Matthieu Rozé        | otec Clary                 |
| Baptiste Perais      | Wesley Fontana             |
| Jules Porier         | Jules Leroy                |
| Nathanaël Beausivoir | Gabi Lacazette             |
| Benjamin Blanchy     | Denis Douet                |
| Pierre Lottin        | Vincent Caron              |
| Camille Rutherford   | Nathalie Bardot            |
| David Murgia         | Mats                       |
| Anouk Grinberg       | Richterin                  |

## Ocenění
- Prix Jacques-Deray
- Cena posluchačů pořadu Masque et la Plume: nejlepší francouzský film
- César: nejlepší film, nejlepší režie (Dominik Moll), nejlepší adaptace (Xavier Giannoli a Jacques Fieschi), nejlepší herec ve vedlejší roli (Bouli Lanners), nejslibnější herec (Bastien Bouillon), nejlepší zvuk (François Maurel, Olivier Mortier a Luc Thomas), César des lycéens; nominace v kategoriích nejlepší kamera (Patrick Ghiringhelli), nejlepší výprava (Michel Barthélémy), nejlepší střih (Laurent Rouan), nejlepší filmová hudba (Olivier Marguerit)
- Cena Magritte: nejlepší zahraniční film (v koprodukci), nejlepší herec (Bouli Lanners)